# Prinsessan Beatrice av Storbritannien
Prinsessan Beatrice av Storbritannien (Beatrice May Victoria Feodore), född 14 april 1857 på Buckingham Palace, London, död 26 oktober 1944 på Brantridge Park, Balcombe, West Sussex, var en brittisk prinsessa, dotter till drottning Viktoria I av Storbritannien och prins Albert av Sachsen-Coburg-Gotha. Beatrice var sekreterare och sällskapsdam åt sin mor, drottning Viktoria, mellan 1871 och 1901.

## Tidigt liv
Beatrice föddes 14 april 1857 på Buckingham Palace och döptes i slottets privata kapell 16 juni 1857 av John Bird Sumner, ärkebiskop av Canterbury. Hennes gudföräldrar var mormodern hertiginnan av Kent, systern prinsessan Viktoria och systerns fästman prins Friedrich Wilhelm av Preussen.
Hennes mor drottning Viktoria väckte uppseende då hon insisterade på att använda bedövning, kloroform, vid födseln, något som då var kontroversiellt; det ansågs okristligt eftersom Bibeln säger att kvinnan ska föda sina barn med smärta. Beatrice blev båda sina föräldrars favorit: fadern uppskattade hennes brådmogenhet och musikaliska talang, medan modern tyckte hon var söt; det noteras att modern tyckte om att bada henne, vilket hon inte hade gjort med sina övriga barn.
Hennes far avled då hon bara var fyra år gammal och den sorgedrabbade drottningen knöt ett mycket starkt band till sin yngsta dotter. Beatrice fick smeknamnet "Baby" av drottningen, och hennes huvudsakliga sysselsättning blev med åren att fungera som moderns privatsekreterare och sällskapsdam, något som hon skötte fram till drottningens död 22 januari 1901.

## Familj
Drottning Viktoria såg helst att Beatrice förblev ogift för att kunna behålla henne hemma. Flera äktenskap blev dock ändå föreslagna. Den svenske kronprinsen Gustaf hade planer på att fria till Beatrice, men ändrade sig efter att ha träffat henne. 1873 föreslogs före detta prins Napoleon av Frankrike, som levde i England, men han stupade i Zulukriget 1879. 1878 föreslog brodern systerns änkling Ludvig IV av Hessen äktenskap, på så vis kunde hon bli sina syskonbarns styvmor, men det var förbjudet att gifta sig med sin systers änkling och då man försökte ändra lagen gick ändringen inte igenom. Ludvig av Battenberg friade men Beatrice förbjöds av modern att tala med honom då han kom på besök. 
På Ludvig av Battenbergs bröllop med hennes systerdotter Viktoria blev hon dock förälskad i hans bror Heinrich och talade om för modern att hon önskade gifta sig med honom. Modern reagerade genom att inte tala med Beatrice utom på papper under sju månader. Detta ska ha berott på att hon inte ville förlora hennes sällskap och på att hon inte ville att Beatrices "oskuld" skulle fläckas av ett sexuellt samliv. Efter övertalning av Beatrices äldsta syster och svägerska gick Viktoria med på bröllopet på villkor att Heinrich gick med på att flytta till England, så att Beatrice kunde fortsätta bo med modern. Beatrice gifte sig 23 juli 1885 med prins Heinrich av Battenberg (1862–1896). 
Familjen bosatte sig, på drottningens order, på Windsor Castle. Smekmånaden blev kort och paret bosatte sig sedan med Viktoria, som förbjöd dem att resa för att kunna ha Beatrice vid sin sida och Beatrice fortsatte som moderns sällskap och sekreterare. Beatrice och Heinrich hade en lycklig relation, men Heinrich kände sig med åren alltmer pressad av svärmoderns stränga kontroll. Viktoria förbjöd honom att kriga, något han ville göra, och lät hämta hem honom med brittiska flottan då han rest till Korsika med sin bror utan lov. Beatrice lät en gång hämta hem honom från en karneval med hjälp av en kunglig officer för att han inte skulle hamna i "dåligt sällskap". Relationen till hennes barn var ansträngd. Heinrich dog 1896. 
Beatrice blev mor till drottning Victoria Eugenia av Spanien, farmor till kung Juan Carlos I av Spanien. Dessutom fick hon tre söner, varav den äldste, Alexander, fick titeln markis av Carisbrooke i samband med att Georg V ändrade den engelska kungafamiljens namn 1917. En annan av sönerna, lord Leopold Mountbatten (1889–1922), led av blödarsjuka och förblödde till döds i samband med en operation; Beatrice hade ärvt anlagen för denna sjukdom av sin mor.

## Sekreterare och sällskapsdam
Beatrice var till stor tröst för sin mor då fadern och mormodern dog 1861. Modern isolerade sig vid denna tid från sina barn, förutom Beatrice och Alice. Beatrice ska ha sagt att hon aldrig ville gifta sig utan stanna hos sin mor. Efter år 1871, då alla hennes äldre systrar var gifta, fungerade Beatrice som moderns privatsekreterare och skötte hennes politiska korrespondens. Posten som moderns sekreterare hade tidigare i tur och ordning skötts av hennes systrar Alice, Helena och Louise. Beatrice fungerade också som moderns sällskap och fick sköta sådant som att sortera den musik föräldrarna hade spelat och trösta modern vid sorgen över dennas nära vän John Browns död 1883. Beatrice hade till skillnad från sina syskon kommit väl överens med Brown och samarbetat med denne för att utföra moderns önskningar. 
Beatrice var intresserad av fotografi och beskrivs som en god pianist. Hon led efter hand av reumatism men måste ändå tåla den kyliga rumstemperatur som modern föredrog, trots att det förvärrade hennes sjukdom och gjorde att hon tvingades sluta spela piano. Beatrice var blyg men måste ändå ofta visa sig offentligt vid moderns sida och hon var allmänt respekterad i Storbritannien för sin lojalitet.
Efter drottning Viktorias död 1901 förlorade hon sin plats vid hovet eftersom hon aldrig stått särskilt nära sin bror, Edvard VII av Storbritannien, som nu blev monark. Hon drog sig tillbaka från alla offentliga uppgifter utom sådana som hade att göra med moderns minne. Beatrice hade av Viktoria fått uppgiften att censurera moderns dagböcker efter dennas död, ett arbete hon fortsatte med från 1901 till 1931. Hon censurerade så mycket att endast en tredjedel återstod. 
Under första världskriget var hon beskyddare av The Ypres League för anhöriga till de stupade. Hon publicerade 1941 översättningen "In Napoleonic Days" om sin mormors dagbok.

## Antavla
|                                         |  |  |  |  |  |  |  |                                   |  |  |  |  |  |  |  |                                                |  |  |  |  |  |  |  | 8. Hertig Frans Fredrik av Sachsen-Coburg-Saalfeld (även 14.) |
|                                         |  |  |  |  |  |  |  |                                   |  |  |  |  |  |  |  |                                                |  |  |  |  |  |  |  |                                                               |
|                                         |  |  |  |  |  |  |  |                                   |  |  |  |  |  |  |  | 4. Hertig Ernst I av Sachsen-Coburg-Gotha      |  |  |  |  |  |  |  |                                                               |
|                                         |  |  |  |  |  |  |  |                                   |  |  |  |  |  |  |  |                                                |  |  |  |  |  |  |  |                                                               |
|                                         |  |  |  |  |  |  |  |                                   |  |  |  |  |  |  |  |                                                |  |  |  |  |  |  |  | 9. Augusta av Reuss-Ebersdorf (även 15.)                      |
|                                         |  |  |  |  |  |  |  |                                   |  |  |  |  |  |  |  |                                                |  |  |  |  |  |  |  |                                                               |
|                                         |  |  |  |  |  |  |  | 2. Albert av Sachsen-Coburg-Gotha |  |  |  |  |  |  |  |                                                |  |  |  |  |  |  |  |                                                               |
|                                         |  |  |  |  |  |  |  |                                   |  |  |  |  |  |  |  |                                                |  |  |  |  |  |  |  |                                                               |
|                                         |  |  |  |  |  |  |  |                                   |  |  |  |  |  |  |  |                                                |  |  |  |  |  |  |  | 10.Hertig August av Sachsen-Gotha-Altenburg                   |
|                                         |  |  |  |  |  |  |  |                                   |  |  |  |  |  |  |  |                                                |  |  |  |  |  |  |  |                                                               |
|                                         |  |  |  |  |  |  |  |                                   |  |  |  |  |  |  |  | 5. Luise av Sachsen-Gotha-Altenburg            |  |  |  |  |  |  |  |                                                               |
|                                         |  |  |  |  |  |  |  |                                   |  |  |  |  |  |  |  |                                                |  |  |  |  |  |  |  |                                                               |
|                                         |  |  |  |  |  |  |  |                                   |  |  |  |  |  |  |  |                                                |  |  |  |  |  |  |  | 11.Lovisa Charlotta av Mecklenburg-Schwerin                   |
|                                         |  |  |  |  |  |  |  |                                   |  |  |  |  |  |  |  |                                                |  |  |  |  |  |  |  |                                                               |
| 1.Prinsessan Beatrice av Storbritannien |  |  |  |  |  |  |  |                                   |  |  |  |  |  |  |  |                                                |  |  |  |  |  |  |  |                                                               |
|                                         |  |  |  |  |  |  |  |                                   |  |  |  |  |  |  |  |                                                |  |  |  |  |  |  |  | 12. Kung Georg III                                            |
|                                         |  |  |  |  |  |  |  |                                   |  |  |  |  |  |  |  |                                                |  |  |  |  |  |  |  |                                                               |
|                                         |  |  |  |  |  |  |  |                                   |  |  |  |  |  |  |  | 6. Prins Edvard, hertig av Kent och Strathearn |  |  |  |  |  |  |  |                                                               |
|                                         |  |  |  |  |  |  |  |                                   |  |  |  |  |  |  |  |                                                |  |  |  |  |  |  |  |                                                               |
|                                         |  |  |  |  |  |  |  |                                   |  |  |  |  |  |  |  |                                                |  |  |  |  |  |  |  | 13. Charlotte av Mecklenburg-Strelitz                         |
|                                         |  |  |  |  |  |  |  |                                   |  |  |  |  |  |  |  |                                                |  |  |  |  |  |  |  |                                                               |
|                                         |  |  |  |  |  |  |  | 3. Drottning Victoria             |  |  |  |  |  |  |  |                                                |  |  |  |  |  |  |  |                                                               |
|                                         |  |  |  |  |  |  |  |                                   |  |  |  |  |  |  |  |                                                |  |  |  |  |  |  |  |                                                               |
|                                         |  |  |  |  |  |  |  |                                   |  |  |  |  |  |  |  |                                                |  |  |  |  |  |  |  | 14. Samma som 8.                                              |
|                                         |  |  |  |  |  |  |  |                                   |  |  |  |  |  |  |  |                                                |  |  |  |  |  |  |  |                                                               |
|                                         |  |  |  |  |  |  |  |                                   |  |  |  |  |  |  |  | 7. Viktoria av Sachsen-Coburg-Saalfeld         |  |  |  |  |  |  |  |                                                               |
|                                         |  |  |  |  |  |  |  |                                   |  |  |  |  |  |  |  |                                                |  |  |  |  |  |  |  |                                                               |
|                                         |  |  |  |  |  |  |  |                                   |  |  |  |  |  |  |  |                                                |  |  |  |  |  |  |  | 15. Samma som 9.                                              |
|                                         |  |  |  |  |  |  |  |                                   |  |  |  |  |  |  |  |                                                |  |  |  |  |  |  |  |                                                               |

## Galleri

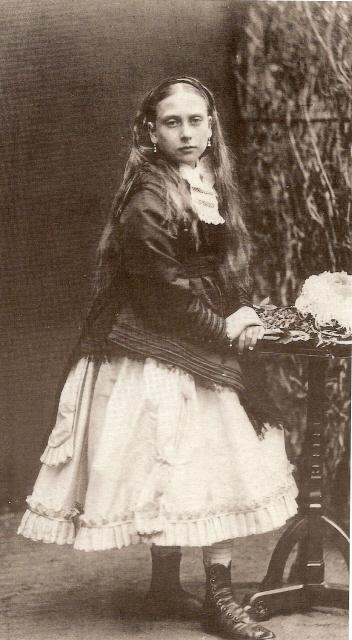
Prinsessan Beatrice 1868
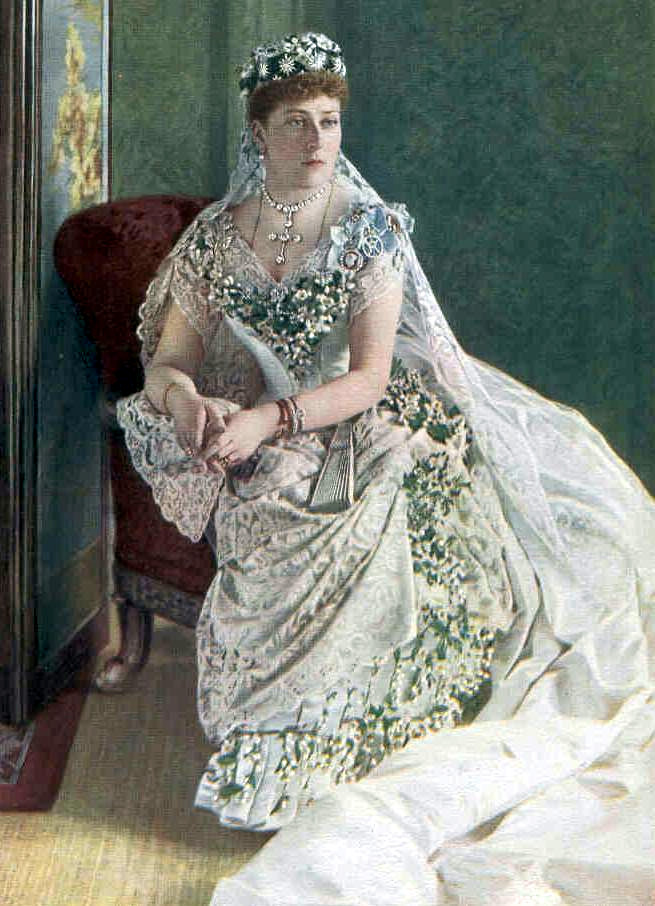
Beatrice vid sitt bröllop 1885
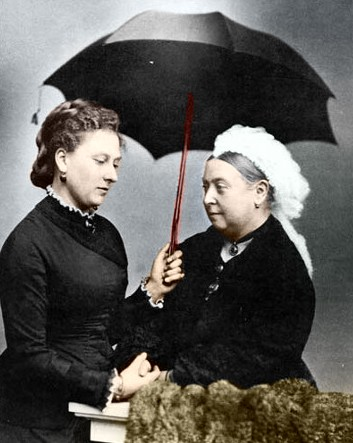
Beatrice och hennes mor, drottning Viktoria. Beatrice var sin mors sekreterare och sällskapsdam i nästan hela sitt liv